# Forsteronia umbellata
Forsteronia umbellata är en oleanderväxtart som först beskrevs av Jean Baptiste Christophe Fusée Aublet, och fick sitt nu gällande namn av R. E. Woodson. Forsteronia umbellata ingår i släktet Forsteronia och familjen oleanderväxter. Inga underarter finns listade i Catalogue of Life.